# Garland Jeffreys
Garland Jeffreys (* 29. června 1943 Brooklyn) je bývalý americký zpěvák a kytarista.

## Kariéra
V roce 1970 hrál na kytaru na prvním sólovém albu velšského hudebníka Johna Calea nazvaném Vintage Violence, pro které rovněž napsal píseň „Fairweather Friend“. Rovněž spolupracoval s Caleovým bývalým spoluhráčem ze skupiny The Velvet Underground, zpěvákem a kytaristou Lou Reedem, na jeho albu Rock and Roll Heart (1976). Jeffreys rovněž v šedesátých letech založil s Calem společnou skupinu. Z té později vzešla skupina Grinder's Switch, která debutovala v roce 1970 albem Grinder's Switch Featuring Garland Jeffreys. Své první sólové album Garland Jeffreys vydal v roce 1973 u vydavatelství Atlantic Records. Spolupracoval i s dalšími hudebníky, mezi které patří Elliott Murphy nebo John Hall. Jeho píseň „Wild in the Streets“ později nahrálo několik dalších hudebníků, jako například Chris Spedding, Circle Jerks nebo British Lions.
Vydal celkem 14 sólových alb, poslední z nich – nazvané 14 Steps to Harlem – vyšlo v roce 2017. Poté ještě krátce koncertoval, ale v roce 2019 svou kariéru kvůli zdravotním potížím ukončil. V roce 2023, kdy byl již v pokročilém stádiu Alzheimerovy choroby, byl uveden dokumentární film Garland Jeffreys: The King of in Between, režírovaný jeho manželkou Claire.

## Sólová diskografie
- Garland Jeffreys (1973)
- Ghost Writer (1977)
- One-Eyed Jack (1978)
- American Boy & Girl (1979)
- Escape Artist (1980)
- Rock 'n' Roll Adult (1982)
- Guts for Love (1983)
- Don't Call Me Buckwheat (1992)
- Matador & More (1992)
- Wildlife Dictionary (1997)
- I'm Alive (2007)
- The King of In Between (2011)
- Truth Serum (2013)
- 14 Steps to Harlem (2017)